# 冨田佳宏
冨田 佳宏（とみた よしひろ、1945年10月31日 - ）は、日本の工学者。主な研究分野は、連続体力学・計算固体力学など。工学博士（大阪大学）。兵庫県淡路市出身。

## 経歴
※出典についてはこちらを参照。
兵庫県立津名高等学校を経て、神戸大学大学院工学研究科を修了後、大阪大学大学院工学研究科を修了し、工学博士の学位を取得する。
1973年に神戸大学助手に就任後、1975年に同大学助教授、1990年に教授となる。この間、1976年にはマックマスター大学（カナダ）の応用力学特別研究員、1999年には理化学研究所客員主管研究員、2004年には神戸大学教育研究評議会委員、2005年には神戸大学学長補佐および情報管理室室長、日本機械学会計算力学部門長をつとめた。
2009年に神戸大学を定年退職し、名誉教授。同年より福井工業大学教授に就任。
学会役員としては、日本機械学会計算力学部門長、日本材料学会で会長、Material Science Research International Chief Editorを務めた。現在日本機械学会および日本材料学会名誉会員、ASME（米国機械学会）および日本塑性加工学会フェロー、国内外専門誌編集委員、日本工学アカデミー会員、学術審議会専門委員等を務めている。

## 著書

### 単著
- 『数値弾塑性力学－有限要素シミュレーション基礎と応用』養賢堂、1990年
- 『連続体力学の基礎』養賢堂、1995年
- 『弾塑性力学の基礎』森北出版、1995年

### 共著
- 日本材料学会（編）『固体力学の基礎』日刊工業新聞社、1981年
- 『有限要素法の基礎』日刊工業新聞社、1983年
- 『エンジニアのための機械工学入門』朝倉書店、1991年
- 『日本塑性加工学会（編）『材料加工の計算力学－進歩するシミュレーション技術』、コロナ社 1992年
- 日本機械学会（編）『機械工学事典』日本機械学会、1997年
- 『日本機械学会計算力学ハンドブック』日本機械学会、1998年
- 日本塑性加工学会（編）『塑性加工用語辞典』コロナ社、1998年
- 日本材料学会（編）『材料と評価の最前線』培風館、2001年
- 『材料の力学』朝倉書店、2001年
- 『計算力学ハンドブック』朝倉書店、2007年

## 受賞歴
- 1996年5月：日本塑性加工学会 会田技術賞
- 1998年10月：1998年度国際計算理工学会議(ICES98) K.Washizu Medal賞
- 2002年4月：日本機械学会 論文賞 他に2008, 2011年度
- 2002年6月：第14回米国応用力学連合講演会組織委員会主催 Special symposium " Advances in Modeling of Deformation and Instabilities in Solids" to Honor of Professor Yoshihiro Tomita開催
- 2002年11月：兵庫県科学賞
- 2005年5月：日本材料学会論文賞
- 2005年7月：The JACM Award for Computational Mechanics
- 2007年11月：日本機械学会計算力学部門功績賞
- 2008年1月：The 9th Mechanical Design and Production Conference研究貢献賞
- 2008年10月：第52回日本学術会議材料工学連合講演会「冨田記念シンポジウム」開催
- 2009年7月：日本機械学会材料力学部門功績賞
- 2010年2月：Int. J. Mech. Sci. SPECIAL ISSUE: Advances in Modeling and Evaluation of Materials in Honor of Professor Tomita刊行 (Int. J. Mech. Sci., 52-2 (2010))
- 2012年1月：International Symposium on Plasticity and Its Current Applications 2012にて組織委員会主催 Special symposium " Advances in Computational Solid Mechanics” In Honor of Professor Tomita開催
- 2013年5月：JSCES 2012 Achievement Award